# Cânon de Bayreuth

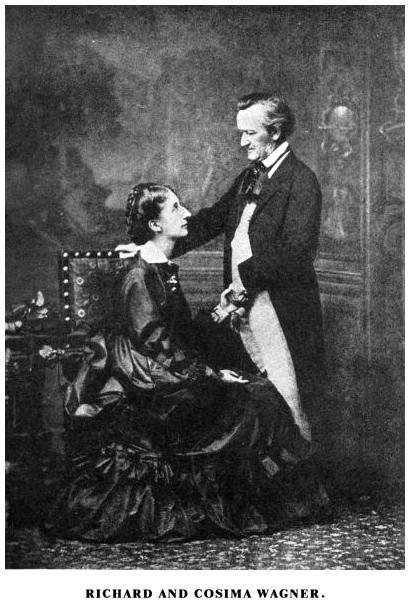
Richard Wagner e a sua segunda esposa, Cosima, definiram o Cânon de Bayreuth.

O Cânon de Bayreuth é um catálogo de óperas do compositor alemão Richard Wagner que foram representadas no Festival de Bayreuth. O festival, que é dedicado à representação destas obras, foi fundado pelo compositor Wagner em 1876 na localidade bávara de Bayreuth, e continuou no encargo da sua família após a sua morte. Embora não estivesse originalmente previsto lançá-las anualmente, as obras tiveram lugar em julho e agosto todos os anos após o seu 75º aniversario em 1951. O seu local de celebração é o Bayreuther Festspielhaus, um teatro de ópera construído para o primeiro festival. A participação no festival é muitas vezes considerada como uma peregrinação feita pelos aficionados por Wagner.

## Representações em Bayreuth
Depois de completo o festival de 2012, foram realizadas 2532 representações das óperas do cânon no Festival de Bayreuth, repartidas na seguinte tabela.
Lenda
| Símbolo e cor | Significado                            |
| ------------- | -------------------------------------- |
| †             | Ópera do Anel                          |
| ‡             | Óperas introduzidas por Richard Wagner |
| *             | Óperas introduzidas por Cosima Wagner  |

| Ópera                                                             | Completada | Estreia                | Estreia no Bayreuth   | Primeiro director no Bayreuth | Representação mais recente de Bayreuth (ata 2016) | Total de representações no Bayreuth (ata 2015) |
| ----------------------------------------------------------------- | ---------- | ---------------------- | --------------------- | ----------------------------- | ------------------------------------------------- | ---------------------------------------------- |
| Das Rheingold† (O Ouro do Rin)                                    | 1854       | 22 de setembro de 1869 | 13 de agosto de 1876‡ | Hans Richter                  | 2016 (programado)                                 | 223                                            |
| Die Walküre† (A Valquiria)                                        | 1856       | 26 de junho de 1870    | 14 de agosto de 1876‡ | Hans Richter                  | 2016 (programado)                                 | 223                                            |
| Siegfried†                                                        | 1869       | 16 de agosto de 1876   | 16 de agosto de 1876‡ | Hans Richter                  | 2016 (programado)                                 | 222                                            |
| Götterdämmerung† (O Crepúsculo dos Deuses)                        | 1874       | 17 de agosto de 1876   | 17 de agosto de 1876‡ | Hans Richter                  | 2016 (programado)                                 | 225                                            |
| Parsifal                                                          | 1882       | 26 de xullo de 1882    | 26 de julho de 1882‡  | Hermann Levi                  | 2016 (programado)                                 | 519                                            |
| Tristan und Isolde (Tristão e Isolda)                             | 1859       | 10 de junho de 1865    | 25 de julho de 1886*  | Felix Mottl                   | 2016 (programada)                                 | 226                                            |
| Die Meistersinger von Nürnberg (Os Mestres Cantores de Nüremberg) | 1867       | 21 de junho de 1868    | 23 de julho de 1888*  | Hans Richter                  | 2011                                              | 307                                            |
| Tannhäuser                                                        | 1845       | 19 de outubro de 1845  | 22 de agosto de 1891* | Felix Mottl                   | 2014                                              | 220                                            |
| Lohengrin                                                         | 1848       | 28 de agosto de 1850   | 20 de julho de 1894*  | Felix Mottl                   | 2015                                              | 230                                            |
| Der Fliegende Holländer (O Holandês Errante)                      | 1841       | 2 de janeiro de 1843   | 22 de julhode 1901*   | Felix Mottl                   | 2016 (programado)                                 | 227                                            |